# Нушень
Нушень, Нушені (рум. Nușeni) — село у повіті Бистриця-Несеуд в Румунії. Адміністративний центр комуни Нушень.
Село розташоване на відстані 330 км на північний захід від Бухареста, 22 км на захід від Бистриці, 58 км на північний схід від Клуж-Напоки.

## Населення
За даними перепису населення 2002 року у селі проживали 1004 особи.
Національний склад населення села:
| Національність | Кількість осіб | Відсоток |
| -------------- | -------------- | -------- |
| румуни         | 773            | 77,0%    |
| угорці         | 224            | 22,3%    |
| німці          | 6              | 0,6%     |

Рідною мовою назвали:
| Мова      | Кількість осіб | Відсоток |
| --------- | -------------- | -------- |
| румунська | 773            | 77,0%    |
| угорська  | 225            | 22,4%    |
| німецька  | 5              | 0,5%     |